# Alfredo Giannetti
Alfredo Giannetti (Roma, 16 aprile 1924 – Roma, 30 luglio 1995) è stato uno sceneggiatore e regista italiano.

## Biografia
Debutta come sceneggiatore nel filone tardo-neorealista e trova un lungo sodalizio con Pietro Germi, fino a vincere il Premio Oscar alla migliore sceneggiatura originale nel 1963 per Divorzio all'italiana. Al 2024 è l'unico italiano, assieme ai co-sceneggiatori Germi e Ennio De Concini, ad essersi aggiudicato il riconoscimento.
Nel 1961 debutta alla regia con Giorno per giorno, disperatamente, ma il vero successo arriva con gli sceneggiati per la Rai, dal popolarissimo La famiglia Benvenuti con Enrico Maria Salerno ai tre episodi di Tre donne, da cui il regista trasse anche Correva l'anno di grazia 1870, un film con Anna Magnani e Marcello Mastroianni.

## Filmografia

### Regista e sceneggiatore

#### Cinema
- Giorno per giorno, disperatamente (1961)
- Il generale, episodio di Amori pericolosi (1964)
- La ragazza in prestito (1964)
- Correva l'anno di grazia 1870 (1971)
- Di mamma non ce n'è una sola (1974)
- Bello come un arcangelo (1974)
- Il bandito dagli occhi azzurri (1980)
- Legati da tenera amicizia (1983)

#### Televisione
- La famiglia Benvenuti – serie TV, 13 episodi (1968-1969)
- Tre donne – miniserie TV (1971)
  - La sciantosa
  - 1943: Un incontro
  - L'automobile
- Un paio di scarpe per tanti chilometri – miniserie TV (1981)
- All'ombra della grande quercia – miniserie TV (1984)
- Atto d'amore – film TV (1986)
- Doris una diva del regime – miniserie TV (1991)

### Sceneggiatore

#### Cinema
- Un marito per Anna Zaccheo, regia di Giuseppe De Santis (1953)
- Cuore di mamma, regia di Luigi Capuano (1954)
- Suor Maria, regia di Luigi Capuano (1955)
- Maruzzella, regia di Luigi Capuano (1956)
- Il ferroviere, regia di Pietro Germi (1956)
- Serenata a Maria, regia di Luigi Capuano (1957)
- Avventura a Capri, regia di Giuseppe Lipartiti (1958)
- L'uomo di paglia, regia di Pietro Germi (1958)
- Sorrisi e canzoni, regia di Luigi Capuano (1958)
- Il mondo dei miracoli, regia di Luigi Capuano (1959)
- Un maledetto imbroglio, regia di Pietro Germi (1959)
- Un giorno da leoni, regia di Nanni Loy (1961)
- Divorzio all'italiana, regia di Pietro Germi (1961)
- La spada del Cid, regia di Miguel Iglesias (1962)
- Racconti a due piazze (Lit à deux places), regia di Jean Delannoy, François Dupont-Midi, Alvaro Mancori e Gianni Puccini (1965)
- L'immorale, regia di Pietro Germi (1967)
- Serafino, regia di Pietro Germi (1969)
- Ragazzo di borgata, regia di Giulio Paradisi (1976)
- Febbre da cavallo, regia di Steno (1976)
- Il cacciatore di squali, regia di Enzo G. Castellari (1979)
- Ben Webster: The Brute and the Beautiful, regia di John Jeremy (1989)

#### Televisione
- Addio e ritorno, regia di Rodolfo Roberti – miniserie TV (1995)

### Regia
- Lillo e Cinese (1983)

## Riconoscimenti
- Premio Oscar
  - 1963 – Miglior sceneggiatura originale per Divorzio all'italiana

- Nastro d'argento
  - 1962  – Miglior soggetto originale per Divorzio all'italiana
  - 1962 – Migliore sceneggiatura per Divorzio all'italiana